# Wygoda (powiat żuromiński)
Wygoda – osada w Polsce położona w województwie mazowieckim, w powiecie żuromińskim, w gminie Kuczbork-Osada.
Wierni Kościoła rzymskokatolickiego należą do parafii św. Bartłomieja w Kuczborku-Osadzie.
W latach 1975–1998 miejscowość należała administracyjnie do województwa ciechanowskiego.